# Jogos do Sudeste Asiático de 2009
Os Jogos do Sudeste Asiático de 2009 foram a 25ª edição do evento multiesportivo, realizado na cidade de Vientiane, no Laos, entre os dias 9 e 18 de dezembro.

## Países participantes
Onze países participaram do evento:
| - Brunei - Camboja - Laos - Tailândia | - Myanmar - Malásia - Singapura - Indonésia | - Filipinas - Vietname - Timor-Leste |

## Modalidades
Foram disputadas 28 modalidades nesta edição dos Jogos:
| - Atletismo - Badminton - Bilhar - Boxe - Caratê - Ciclismo - Futebol - Golfe - Judô - Levantamento de peso | - Lutas - Muay Thai - Nado sincronizado - Natação - Natação com nadadeiras - Petanca - Peteca - Saltos ornamentais - Sepaktakraw | - Pencak Silat - Polo aquático - Taekwondo - Tênis - Tênis de mesa - Tiro - Tiro com arco - Voleibol - Wushu |

## Quadro de medalhas
País sede destacado.
| Ordem | País        | Medalha de ouro | Medalha de prata | Medalha de bronze |       |
| ----- | ----------- | --------------- | ---------------- | ----------------- | ----- |
| 1     | Tailândia   | 86              | 83               | 97                | 266   |
| 2     | Vietname    | 83              | 75               | 57                | 215   |
| 3     | Indonésia   | 43              | 53               | 74                | 170   |
| 4     | Malásia     | 40              | 40               | 59                | 139   |
| 5     | Filipinas   | 38              | 35               | 51                | 124   |
| 6     | Singapura   | 33              | 30               | 35                | 98    |
| 7     | Laos        | 33              | 25               | 52                | 110   |
| 8     | Myanmar     | 12              | 22               | 37                | 71    |
| 9     | Camboja     | 3               | 10               | 27                | 40    |
| 10    | Brunei      | 1               | 1                | 8                 | 10    |
| 11    | Timor-Leste |                 |                  | 3                 | 3     |
| TOTAL | TOTAL       | 372             | 374              | 500               | 1 246 |